# Dactylochelifer pallidus
Espèce
Dactylochelifer pallidus est une espèce de pseudoscorpions de la famille des Cheliferidae.

## Distribution
Cette espèce est endémique d'Israël.

## Publication originale
- Beier, 1963 : Die Pseudoscorpioniden-Fauna Israels und einiger angrenzender Gebiete. Israel Journal of Zoology, vol. 12, p. 183-212.